# Derek Harold Richard Barton
Sir Derek Harold Richard Barton FRS (Gravesend, Kent, Anglaterra, 1918 - College Station, EUA, 1998) fou un químic i professor universitari anglès guardonat amb el Premi Nobel de Química l'any 1969.

## Biografia
Va néixer el 8 de setembre de 1918 a la població anglesa de Gavesend, situada al comtat de Kent. Va estudiar química a la Universitat de Londres, on es llicencià el 1942 en química orgànica. Des de 1945 treballà com a investigador i professor de química a l'Imperial College of Science and Technology de Londres, entre 1955 i 1957 a la Universitat de Glasgow, posteriorment novament a Londres, i finalment entre 1986 i 1998 a la Universitat de Texas als Estats Units.
El 1972 fou nomenat Cavaller per la reina Elisabet II del Regne Unit. Barton morí el 16 de març de 1998 a la seva residència de College Station, situada a l'estat nord-americà de Texas.

## Recerca científica
Especialista en química orgànica, el 1950 va demostrar com les molècules orgàniques podien atribuir-se una conformació química basant-se en estudis realitzats prèviament pel químic noruec Odd Hassel. La utilització d'aquesta nova tècnica d'anàlisi conformacional mitjançant la difracció de raigs X posteriorment va ajudar a determinar l'estructura geomètrica tridimensional de moltes molècules complexes.
El 1969 va rebre el Premi Nobel de Química, compartit amb Odd Hassel, per les seves contribucions al desenvolupament del concepte de la conformació química i el seu ús en química.